# Akesina basalis
Akesina basalis is een vlinder uit de familie van de Himantopteridae. De wetenschappelijke naam van de soort is voor het eerst geldig gepubliceerd in 1888 door Moore.